# Diceware

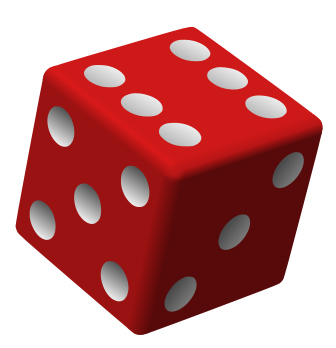
Würfel

Diceware (englisch dice: Würfel) ist eine einfache Methode, sichere und leicht erinnerbare Passwörter und Passphrasen mit Hilfe eines Würfels zu erzeugen.
Für die Erzeugung einer Passphrase werden mehrere Wörter aus einer speziellen Wortliste ausgewählt und aneinander gehängt. Die Wörter werden mittels eines Würfels, der hier als Zufallszahlengenerator dient, ermittelt. Für jedes Wort werden fünf Würfelwürfe gebraucht, deren Augen als Ziffern einer fünfstelligen senären Zahl dienen, beispielsweise 43142. Anhand dieser Zahl wird das zugehörige Wort aus der Wortliste ausgewählt. In der deutschen Wortliste entspricht 43142 dem Wort merken.
Trotz der großen Länge der Passphrasen kann man sich gut an sie erinnern, da die einzelnen Wörter als Einheiten gemerkt werden können. Die Anzahl der Wörter in einer Passphrase hängt von der gewünschten Sicherheit ab. Der Erfinder der Methode, Arnold G. Reinhold, empfiehlt seit 2014 für den Normalnutzer 6 Wörter oder 5 Wörter und zusätzlich ein Zeichen, das zufällig platziert wird.

## Beispiel für eine Passphrase aus sechs Wörtern
1. Es wird mit einem Würfel fünfmal gewürfelt. Die Zahlen in unserem Beispiel lauten 4, 3, 1, 4 und 2.
2. Das zugehörige Wort wird in der Wortliste nachgeschlagen. In unserem Beispiel ist es das Wort merken.
3. Die Schritte 1 und 2 werden noch weitere fünfmal wiederholt (wir wollen schließlich insgesamt sechs Wörter erwürfeln). Insgesamt ergeben sich in unserem Beispiel folgende Zahl-Wort-Paare:
```
43142 merken
15613 boom
22543 ekd
66445 zonen
51615 ragt
32644 hurra
```

4. Die Passphrase für unser Beispiel lautet somit merken boom ekd zonen ragt hurra.
Wichtig ist hierbei, dass die Bedeutung der einzelnen Wörter bekannt ist oder diese durch eine improvisierte Geschichte verbunden werden.

## Sicherheitsberechnung
Die Sicherheit einer Methode zur Passwortgenerierung wird maßgeblich durch die Anzahl aller möglichen mit ihr zu erzeugenden Passwörter bestimmt. Diese berechnet sich zu {\displaystyle R^{L}}, wobei {\displaystyle L} die Länge der Zeichenkette und {\displaystyle R} die Anzahl der Zeichen im verwendeten Zeichensatz ist. Um ein handlicheres Maß zu erhalten, wird häufig der Zweierlogarithmus gebildet, welcher auf die Entropie {\displaystyle H=L\cdot \log _{2}(R)} führt.
Ein Vorteil der Diceware-Methode gegenüber vielen anderen Methoden zur Passwortgenerierung ist, dass die Entropie leicht berechnet werden kann. Bei einem sechsseitigen Würfel und fünfmaligem Würfeln pro Wort hat jedes Diceware-Wort {\displaystyle R^{L}=6^{5}=7776} Möglichkeiten. Ein Wort fügt zu einer Passphrase also {\displaystyle H_{\mathrm {Wort} }=\log _{2}(6^{5})=5\cdot \log _{2}(6)\approx 12{,}92} Bit Entropie hinzu. Verwendet man beispielsweise sechs Wörter, ergeben sich somit {\displaystyle H=6\cdot H_{\mathrm {Wort} }\approx 77,52} Bit Entropie. Die Zahl aller möglichen auf diese Weise zu erzeugenden Passphrasen beträgt {\displaystyle 2^{H}}, in diesem Fall ca. 221 Trilliarden. 

## Ziffern und Sonderzeichen
Oftmals verlangen Onlinedienste Passwörter mit Ziffern und Sonderzeichen, die mit der Diceware-Methode so nicht erstellt werden können. Doch selbst dann kann man die fehlenden Ziffern und Sonderzeichen einfach der erwürfelten Wortgruppe anhängen. Das Passwort wird dadurch stärker.

## Wortlisten
Derzeit existieren Wortlisten für die Sprachen Deutsch, Englisch, Esperanto, Finnisch, Französisch, Italienisch, Japanisch, Katalanisch, Maori, Niederländisch, Norwegisch, Polnisch, Russisch, Schwedisch, Spanisch und Türkisch.
Im Juli 2016 veröffentlichte die EFF neue englischsprachige Wortlisten, die basierend auf Daten der Universität in Gent erstellt wurden. Dabei wurde auch eine kurze Version der Wortliste mit besonders einprägsamen Wörtern und einer geringeren Entropie entwickelt. Diese funktioniert mit nur vier Würfeln, dafür wird empfohlen häufiger zu würfeln.